# Campionati europei di pugilato dilettanti 1949
I Campionati europei di pugilato dilettanti maschili 1949 si sono tenuti a Oslo, Norvegia, dal 13 al 18 giugno 1949. È stata la 8ª edizione della competizione biennale organizzata dall'EABA. 93 pugili da 16 Paesi hanno partecipato alla competizione.

## Podi
| Categoria                   | Oro                      | Argento                | Bronzo           |
| Pesi mosca (kg 50,8)        | Janusz Kasperczak        | József Bednai          | Hans Schmöller   |
| Pesi gallo (kg 53,5)        | Giovanni Battista Zuddas | Henning Jensen         | Salvator Vangi   |
| Pesi piuma (kg 57,1)        | Jacques Bataille         | Louis van Hoeck        | David O'Connell  |
| Pesi leggeri (kg 61,2)      | Michael McCullagh        | Mohammed Aimme         | Pavle Šovljanski |
| Pesi welter (kg 66,7)       | Július Torma             | Victor Jørgensen       | Guy Toupé        |
| Pesi medi (kg 72,6)         | László Papp              | Stig Sjölin            | Ivano Fontana    |
| Pesi mediomassimi (kg 79,4) | Giacomo Di Segni         | Ota Rademacher         | Willy Schagen    |
| Pesi massimi (kg 79,4 +)    | László Bene              | Raymond Degl'Innocenti | Uber Bacilieri   |

## Medagliere
Nazione ospitante 
| Posiz. | Nazione        | Oro | Argento | Bronzo | Totale |
| ------ | -------------- | --- | ------- | ------ | ------ |
| 1      | Ungheria       | 2   | 1       | 0      | 3      |
| 2      | Italia         | 2   | 0       | 2      | 4      |
| 3      | Francia        | 1   | 2       | 2      | 5      |
| 4      | Cecoslovacchia | 1   | 1       | 0      | 2      |
| 5      | Irlanda        | 1   | 0       | 1      | 2      |
| 6      | Polonia        | 1   | 0       | 0      | 1      |
| 7      | Danimarca      | 0   | 2       | 0      | 2      |
| 8      | Belgio         | 0   | 1       | 0      | 1      |
| 8      | Svezia         | 0   | 1       | 0      | 1      |
| 10     | Austria        | 0   | 0       | 1      | 1      |
| 10     | Paesi Bassi    | 0   | 0       | 1      | 1      |
| 10     | Jugoslavia     | 0   | 0       | 1      | 1      |
|        | Totale         | 8   | 8       | 8      | 24     |